# 기타타니 후미타카
기타타니 후미타카(일본어: 北谷 史孝, 1995년 8월 18일 ~ )는 일본의 축구 선수이다.

## 구단 경력
그는 2014년부터 2022년까지 J리그의 요코하마 F. 마리노스, 레노파 야마구치 FC, V-파렌 나가사키, FC 기후, 방포레 고후에서 활동하였다.